# Decade: "...but wait it gets worse"
Decade: "...but wait it gets worse" — второй студийный альбом американского хардкор-рэпера Sticky Fingaz, выпущенный 29 апреля 2003 года лейблом D3 Entertainment.
Decade был спродюсирован несколькими продюсерами, включая Scott Storch, S-Man, DSP и Sticky Fingaz. В записи альбома приняли участие участник группы Onyx, Fredro Starr, X1, Missy Elliott, актёр Омар Эппс и другие.
Альбом достиг 176-го места в чарте Billboard 200, 37-го места в чарте Top R&B/Hip Hop Albums и дебютировал под номером 9 в чарте Top Independent Albums в американском журнале Billboard.

## Предыстория
В 2002 году Стики Фингаз заключил сделку с лейблом D3 Entertainment на выпуск одного альбома. Он выбрал этот лейбл, потому что он получал максимальную выгоду от своей работы. Он получал 7 долларов за запись трека. В основном лейбл D3 Entertainment выполнял роль дистрибьюторов, за выпуск альбома отвечал лейбл OPM (Other People's Money).
Первое название альбома, Decade... (с англ. — «Десятилетие»), Стики Фингаз выбрал потому что прошло 10 лет с тех пор, как вышел первый альбом Onyx. Второе название альбома, But Wait It Gets Worse (с англ. — «Но Подождите Будет Ещё Хуже»), это отсылка на строчку из куплета Стики из песни Onyx «Slam». Это название Стики взял поскольку в то время он готовил к выпуску третий сольный альбом под названием A Day In The Life Of Sticky Fingaz, который вышел лишь в 2009 году. Песня «I Love Da Streets» является любимой песней Стики в альбоме Decade....

Альбом посвящён памяти покойного диджея группы Run-D.M.C., Jam Master Jay, наставника Стики Фингаз.
«… Я посвящаю этот альбом моему наставнику, моему брату, который взял меня в группу. Я не собираюсь оплакивать его смерть, я собираюсь праздновать его жизнь!»
Также была выпущена расширенная версия альбома, в которую входит короткометражный документальный фильм о создании альбома.

## Список композиций
| #  | Название            | Участники                        | Продюсеры             | Длительность |
| -- | ------------------- | -------------------------------- | --------------------- | ------------ |
| 1  | «Intro»             | Iceman                           | S-Man                 | 2:27         |
| 2  | «Let’s Do It»       | X1 & Columbo The Shining Star    | S-Man                 | 3:00         |
| 3  | «What Chu Here For» | Omar Epps, Detroit Diamond & Rio | S-Man                 | 3:40         |
| 4  | "Can’t Call It "    | Missy Elliott                    | Scott Storch          | 2:33         |
| 5  | «Hot Now»           |                                  | Scott Storch          | 3:55         |
| 6  | «I Love Da Streets» | Omar Epps                        | DSP, Sticky Fingaz    | 2:51         |
| 7  | «Bad Guy»           | My Quan                          | DSP, Sticky Fingaz    | 3:31         |
| 8  | «Shot Up»           |                                  | Porky                 | 2:52         |
| 9  | «Girl»              |                                  | DSP, Sticky Fingaz    | 2:47         |
| 10 | «Caught In Da Game» | Blaze Da Tyrant                  | DSP, Sticky Fingaz    | 4:45         |
| 11 | «No More»           | My Quan                          | DSP, Sticky Fingaz    | 3:50         |
| 12 | «Do Da Dam Thing»   | E.S.T., X1                       | Scott Storch          | 2:56         |
| 13 | «Another Niguh»     |                                  | DSP                   | 2:20         |
| 14 | «I Don’t Know»      | Fredro Starr                     | Denny Smothers, Porky | 3:32         |
| 15 | «Suicide Letter»    |                                  | S-Man                 | 3:09         |
| 16 | «Just Like Us»      | X1, Geneveese                    | Goldstein             | 4:43         |
| 17 | «Get Smashed Up»    | Seven O.D., Lex & Thirty         | Bird                  | 4:20         |

## Участники записи
Участники записи для альбома Decade: "...but wait it gets worse" взяты из сайта AllMusic и буклета компакт-диска.
| - Стики Фингаз — основной артист, исполнитель, вокал, продюсер, исполнительный продюсер - Фредро Старр — приглашённый артист, исполнитель, вокал, продюсер, исполнительный продюсер - Омар «Айсмен» Шариф — приглашённый артист, исполнительный продюсер - Коломбо Зе Шайнин Стар — приглашённый артист - Детройт Даймонд — приглашённый артист - Экс Уан — приглашённый артист - Омар Эппс — приглашённый артист - Рио — приглашённый артист - Мисси Эллиотт — приглашённый артист - Блейз Да Тайрент — приглашённый артист - Эсбьёрн Свенссон Трио — приглашённый артист | - Севен Оу. Ди. — приглашённый артист - Лекс Эн Фёрти — приглашённый артист - Май Кван — приглашённый артист, исполнитель, вокал - Джинивиз — приглашённый артист, исполнитель, вокал - ДСП — продюсер - С-Ман — продюсер - Скотт Сторч — продюсер, исполнительный продюсер - Порки — продюсер - Денни Смазерс — продюсер - Голдстайн — продюсер - Бёрд — продюсер - Брайан Порисек — обложка, дизайн - Майкл Варинг — фотограф - Дебра Янг — фотограф |

## Чарты

### Еженедельные чарты
| Чарт (2003)                            | Высшая позиция |
| -------------------------------------- | -------------- |
| США (Billboard 200)                    | 176            |
| США (Billboard Top R&B/Hip-Hop Albums) | 37             |
| США (Billboard Independent Albums)     | 9              |